# Burckhardthaus

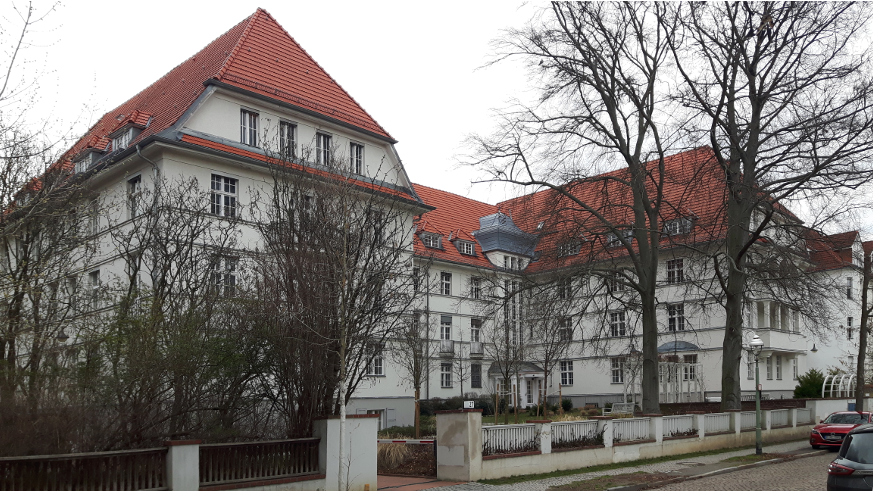
Ehemaliges Burckhardthaus in Berlin-Dahlem

Das Burckhardthaus war eine von 1893 bis 2007 bestehende Einrichtung der Evangelischen Kirchen in Deutschland. Ab 1970 war es ein Fort- und Weiterbildungsinstitut für Mitarbeiter der evangelischen Kirchen und kirchlichen Institutionen.

## Geschichte

### Anfänge
Der evangelische Geistliche Johannes Burckhardt (1853–1914) war der erste Vorsitzende des 1893 in Barmen gegründeten „Vorstände-Verband(es) der evangelischen Jungfrauenvereine Deutschlands“. Dieser wurde 1906 umbenannt in "Verband der evangelischen Jungfrauenvereine Deutschland" und 1913 in „Evangelischer Verband zur Pflege der weiblichen Jugend“, und 1918 in „Evangelischer Verband für die weibliche Jugend Deutschlands“, und schließlich 1929 in „Evangelischer Reichsverband weiblicher Jugend“. Im Jahr 1932 zählte er etwa 304.000 Mitglieder. Dieser Verein gilt als Ursprung des „Weltbunds Christlicher Frauen in Deutschland – German YWCA“.
Burckhardt, der als Pfarrer in Berlin die Not der Dienstmädchen kennen gelernt hatte, engagierte sich für diese jungen Frauen, die oft vom Lande in die Großstadt gezogen waren. Nachdem er 1897 schon die Bahnhofsmission gegründet hatte, bildete er Frauen in einem einjährigen Kurs zu „Berufsarbeiterinnen“ aus, die in Gemeinden oder der Inneren Mission eingesetzt werden konnten. Auch bildete Burckhardt sogenannte „Reisesekretärinnen“ aus, die Frauengruppen besuchten und Anregungen für die Arbeit gaben.
Für die rasch wachsende Arbeit wurde in Berlin-Dahlem ein eigenes Vereinshaus gegründet, das nach Burckhardts Tod den Namen „Burckhardthaus“ bekam. Am 27. April 1918 wurde ein eigener Burckhardthaus-Verlag als GmbH gegründet.
Nach Burckhardt prägten vor allem Wilhelm Thiele (1863–1930) und Anna Paulsen (1893–1981) die weitere Arbeit und gründeten 1926 die „Bibel- und Jugendführerschule“. Die unter dem veränderten Namen „Evangelischer Reichsverband weiblicher Jugend e. V.“ fortgeführte Arbeit wurde ab 1933 durch die Nationalsozialisten massiv behindert, Freizeiten und deutschlandweite Jugendtagungen durften nicht mehr stattfinden. 1941 wurde der „Burckhardthausverlag e. V.“ verboten, der u. a. die „Deutsche Mädchenzeitung“ mit einer Auflage von 40.000 Exemplaren herausgebracht hatte. 1943 wurde die Bibelschule wegen der Bombengefahr nach Lobetal bei Bernau, einer Zweigstelle der von Bodelschwinghsche Stiftungen Bethel verlegt, dort allerdings vor Kriegsende geschlossen.

### Das Burckhardthaus-Ost
Für die Ostzone/DDR wurde zunächst in der Bernauer Straße 4, Ost-Berlin, die Arbeit wieder aufgenommen. Die „Bibelhilfe“ A und B (für Ältere und Jüngere) sowie das Andachtsbuch „Halt uns bei festem Glauben“ wurden von der Evangelischen Verlagsanstalt übernommen. Das „Seminar für kirchlichen Frauendienst“ wurde zunächst dort weitergeführt. Ferner fand hier eine Ausbildung im Orgelspiel statt, zudem war der Ausbildungsstätte ein Internat angegliedert. Im Oktober 1954 wohnten dort vierzig auswärtige Schülerinnen. Durch den Bau der Berliner Mauer wurde das Seminar gezwungen, nach Lobetal umzuziehen, wo es bis 1971 blieb, während die Zentrale des Burckhardthauses-Ost nach einigem Hin und Her in den Räumen der Berliner Sophiengemeinde eine Bleibe fand. Dort arbeiteten neben der Geschäftsstelle die Mitarbeiter der Redaktion, der Bereiche Fort- und Weiterbildung, der Kinderarbeit, und ab 1969 auch die des Fernunterrichts. Die Ausbildung in Seminarform wurde 1972 beendet. Schon ab 1961 konnte in einem zweijährigen Fernunterricht die Befähigung zur Arbeit als Gemeindehelferin/Gemeindehelfer erworben werden, deren Abschluss 1971 als Berufsexamen für die kirchliche Gemeindearbeit anerkannt wurde. Die Weiterbildungskurse für Jugendarbeit sowie die Grund- und Oberkurse des Fernunterrichtes fanden ab 1970 in Potsdam in der Bauhofstraße, später in der Geschwister-Scholl-Straße statt. 1980 kam ein Lehrgang zur „Beratung und Seelsorge im Jugendalter“ hinzu.

### Das Burckhardthaus-West
Nach dem Krieg wurde die Zentrale des Burckhardthauses nach einigen Umzügen 1949 in der „weißen Villa“ in Gelnhausen neu eröffnet. Dort entwickelte es sich als Burckhardthaus – Evangelisches Institut für Jugend-, Kultur- und Sozialarbeit e. V. zur zentralen Fortbildungsstätte der Evangelischen Kirche in Deutschland (EKD). Seine Aufgabe waren qualifizierende Langzeitprogramme, thematische Kurse, Konsultationen und Fachtagungen zu den Themenbereichen: Weiterbildungszentrum für Führung und Leitung (WBZ), Beratung und Persönlichkeitsentwicklung, Lebendige Theologie, Management im Büro, Soziale Arbeit im Gemeinwesen, Jugendarbeit und Streetwork, Ästhetische Bildung/Jugendkulturarbeit, Supervision. Der ständige, kritische und wechselseitige Dialog zwischen Theologie und Sozial- und Humanwissenschaften gehörte ebenfalls zu seinen Aufgaben.
Dem Burckhardhaus-West angeschlossen war eine Tagungsstätte, die auch anderen Einrichtungen und Organisationen zur Verfügung stand. Mit seinen bundesweit ausgeschriebenen Angeboten beteiligte sich das Burckhardthaus an der Wahrnehmung von Gemeinschaftsaufgaben der EKD im Rahmen ihrer Grundordnung.
Finanziert wurde das Burckhardthaus durch die Kursgebühren, Spenden, Zuschüsse der EKD und Bundesmittel. Das Burckhardthaus war Mitglied der Konferenz zentraler Fortbildungsinstitutionen für Jugend- und Sozialarbeit.

### Nach 1990
Nach der Wiedervereinigung stellte sich bald die Frage, wie die Arbeit der zwei Burckhardthäuser weitergehen solle. In den Gesprächen der Leitungsgremien wie auch der jeweiligen Dozenten wurde deutlich, wie unterschiedlich sich die Arbeit in Ost und West entwickelt hatte. In Gelnhausen hatte das Burckhardthaus neben der Arbeit mit Kindern und Jugendlichen Aufgaben im Bereich der Sozial-, Frauen-, Gemeinde- und Gemeinwesenarbeit sowie der musischen Weiterbildung aufgenommen. Eine Fernunterrichtsausbildung von Gemeindehelferinnen gab es im Westen nicht mehr. Ebenso schien die Fortführung einer eigenen Redaktionsarbeit nicht mehr sinnvoll. Der Rat der EKD drängte darauf, die beiden Burckhardthäuser zu einem Haus zu vereinen.
Zwar sollte das vereinigte Burckhardthaus gemäß einem Beschluss des Rates der EKD aus dem Jahr 1992 den Aufbau und die Entwicklung der evangelischen Jugendarbeit in den neuen Bundesländern fördern. Praktisch aber wurden, um finanzielle Doppelbelastungen zu vermeiden, alle Arbeitszweige des Burckhardthauses-Ost sowie das Tagungshaus in Potsdam, später auch die Zentrale in Berlin, aufgegeben. Damit erlitt das Burckhardthaus-Ost dasselbe Schicksal wie viele „abgewickelte“ andere Institutionen der neuen Bundesländer.
In den Folgejahren beteiligte sich das Burckhardthaus in Gelnhausen mit seinen Angeboten weiterhin an der Wahrnehmung von Gemeinschaftsaufgaben der Evangelischen Kirche in Deutschland (EKD). Die dort angebotenen Kurse sollten Gelegenheit bieten, gemeinsam nach Lösungen für individuelle, soziale und politische Probleme zu suchen, denen die Teilnehmer in ihrer kirchlichen Arbeit begegnen. Dabei umfasste die Arbeit des Burckhardthauses einen Dialog zwischen Theologie und Sozial- sowie Humanwissenschaften. Seit 2004 war das Burckhardthaus Mitglied bei der Deutschen Gesellschaft für Sozialarbeit – Forum für Wissenschaft und Praxis.
2007 wurde das Burckhardthaus in die Bundesakademie für Kirche und Diakonie eingegliedert und hörte damit nach einer über hundertjährigen Geschichte auf zu existieren.

## Leiterinnen und Leiter des Burckhardthauses
Die Leitung lag meist gemeinsam in den Händen eines Direktors und einer Direktorin, die bis 1945 häufig auch gleichzeitig als Vorsitzende die Leitung des „Reichsverbandes weiblicher Jugend“ innehatten.

### Dahlem vor 1945
- ab 1914 Wilhelm Thiele (1863–1930)
- 1928–1938 Otto Riethmüller (1889–1938)
- 1933–1977 Hulda Zarnack (1883–1977) als Oberin
- 1939–1947 Anna Paulsen (1893–1981)
- 1939–1945 Volkmar Herntrich (1908–1958)

### Leiter in Berlin (Ost) nach 1945
- 1948–1949 Johannes Jänicke (1900–1979)
- 1949–1959 Theodor Jänicke (1907–1985)
- 1951–1963 Ingeborg Becker (1910–1983)
- 1963–1974 Gisela Fengler (1923–2005)
- 1960–1970 Heinz Blauert (1920–2005)
- 1970–1978 Claus-Jürgen Wizisla (* 1931)
- 1988–1997 Fritz Dorgerloh (1932–2025)

In den Jahren 1978–1988 gab es keine Direktorin. Daher wurde 1975 die Direktorinnenstelle in eine Geschäftsführerinnenstelle umgewandelt, die zunächst von Waltraud Hopstock und ab 1977 von Gertraud Hegermann wahrgenommen wurde.

### Leiter in Westdeutschland
- 1945–1971 Ilse Ultsch, Leiterin des Hauses in Hanerau-Hademarschen
- 1949–1956 Helmut Pfeiffer, Direktor
- 1953–1964 Gertrud Friedrich, Direktorin
- 1957–1961 Jörg Zink, Direktor des Burckhardthauses in Gelnhausen
- 1964–1971 Eva Renate Schmidt (1929–2022), Direktorin
- 1962–1969 Wilhelm Brunotte
- 1968–1976 Heinrich-Constantin Rohrbach
- 1976–1989 Karl–Behrnd Hasselmann
- –2007 Peter Musall